# Anișoara Cușmir-Stanciu
Anișoara Cușmir-Stanciu (Brăila, 28 juni 1962) is een Roemeense voormalige verspringster.

## Loopbaan
Cușmir sprong in 1982 en 1983 viermaal een wereldrecord. In 1983 won zij de zilveren medaille op de wereldkampioenschappen. Stanciu-Cușmir behaalde haar grootste succes met het winnen van olympisch goud in 1984. Kort nadien stopte ze op 22-jarige leeftijd omwille van een rugletsel met atletiek.

## Titels
- Universiade kampioene verspringen - 1983
- Roemeens kampioene verspringen - 1984
- Olympisch kampioene verspringen - 1984

## Persoonlijk record
Outdoor
| Onderdeel   | Prestatie          | Datum       | Plaats    |
| ----------- | ------------------ | ----------- | --------- |
| verspringen | 7,43 m (ex-WR; NR) | 4 juni 1983 | Boekarest |

## Palmares

### verspringen
- 1981:  Universiade - 6,77 m
- 1982:  Roemeense kamp. - 7,15 m (WR)
- 1982:  EK - 6,73 m
- 1983:  WK - 7,15 m
- 1983:  Universiade - 7,04 m
- 1984:  Roemeense kamp. - 7,14 m
- 1984:  OS - 6,96 m

1948: Olga Gyarmati ·
1952: Yvette Williams ·
1956: Elżbieta Krzesińska ·
1960: Vera Krepkina ·
1964: Mary Rand ·
1968: Viorica Viscopoleanu ·
1972: Heide Rosendahl ·
1976: Angela Voigt ·
1980: Tatjana Kolpakova ·
1984: Anișoara Cușmir-Stanciu ·
1988: Jackie Joyner-Kersee ·
1992: Heike Drechsler ·
1996: Chioma Ajunwa ·
2000: Heike Drechsler ·
2004: Tatjana Lebedeva ·
2008: Maurren Maggi ·
2012: Brittney Reese ·
2016: Tianna Bartoletta ·
2020: Malaika Mihambo ·
2024: Tara Davis-Woodhall